# Michel Haguenauer
Pour les articles homonymes, voir Haguenauer.
Michel Haguenauer (né le 22 janvier 1916 à Paris, mort le 25 août 2000 à Montpellier), est un pongiste français, 8 fois champion de France et honoré du titre de Gloire du sport.

## Biographie
Il a été champion de France en simple séniors en 1933, 1934, 1935, 1936, 1937, 1938, 1949 et 1950. Il aurait sans doute augmenté son palmarès sans l'interruption de la Seconde Guerre mondiale, durant laquelle il a été arrêté par la Gestapo et interné à la prison Montluc à Lyon.
Vainqueur des Internationaux d'Angleterre en 1953, 5 fois vainqueur des Internationaux de Suisse, champion des Indes Orientales en 1951, 5 fois champion de France en double mixte, il a dominé sa génération.
Il a été 16 fois sélectionné aux Championnats du monde de tennis de table. Lors des championnats du monde 1936 à Prague, il a disputé en 1/8 de finale un des matchs les plus longs de l'histoire du tennis de table: au bout de 7 h 35 de match avec le roumain Marin Goldberger, les arbitres ont interrompu le match dont l'issue s'est jouée à pile ou face, au détriment de Michel Haguenauer, alors qu'il était un des favoris pour le titre mondial. Il a été médaillé de bronze en double aux championnats du monde en 1939 (et quart-de-finaliste en simple), finaliste par équipes en 1948, médaillé de bronze en 1947, 1950 et 1953 toujours par équipes. Il sera aussi quart-de-finaliste en simple (1947).
Après avoir joué au Stade Français, il est champion de France avec le RC de France en 1960. Parti au club de Montpellier en 1997.
Surnommé "le vieux lion", il a gagné le titre national vétérans en 1974 et 1996.
C'est le pongiste français le plus titré après Jean-Philippe Gatien et Jacques Secrétin. Il était membre du Swaythling Club International, et avait fait partie du Comité directeur de la FFTT dans les années 1950. Il a été élu "gloire du sport français", et son nom figure gravé au Stade de Coubertin.

## Sources
- Article de France Tennis de Table
- Article de Montpellier Tennis de Table